# SMS Admiral Spaun
Le SMS Admiral Spaun, est un croiseur léger, ou (croiseur rapide - Rapidkreuzer) construit pour la Marine austro-hongroise (K.u.K. Kriesgmarine).

C'est un modèle unique qui porte le nom de l'amiral autrichien Hermann von Spaun (1833-1919).
Construit au chantier naval de Pola en mai 1908, le croiseur a été lancé en octobre 1909. L'Admiral Spaun a été mis en service dans la marine un peu plus d'un an plus tard, en novembre 1910. Premier navire de la marine austro-hongroise à être construit avec des turbines à vapeur, sa conception a ensuite influencé la construction des croiseurs de la classe Novara.
L'Admiral Spaun a servi comme chef de flottille de la deuxième flottille de torpilles au début de la Première Guerre mondiale et était stationné à la base navale de Cattaro. Il a connu une action limitée pendant la première année de la guerre et, après la déclaration de guerre de l'Italie à l'Autriche-Hongrie en mai 1915, le croiseur a participé à un bombardement de la côte italienne. Pendant le reste de l'année 1915, l'Admiral Spaun s'est engagé dans diverses opérations dans la mer Adriatique. Bien qu'il ait été impliqué dans des missions centrées principalement autour de Trieste dans le nord de l'Adriatique pendant le reste de la guerre, l'Admiral Spaun a également participé à de nombreuses opérations navales de l'Autriche-Hongrie jusqu'au barrage d'Otrante et au détroit d'Otrante, aux côtés des croiseurs de la classe Novara.
Enhardi par la victoire austro-hongroise lors de la bataille du détroit d'Otrante, et déterminé à briser le barrage d'Otrante par une attaque majeure sur le détroit, le nouveau commandant en chef de la flotte d'Autriche-Hongrie Miklós Horthy organise une attaque massive contre les forces alliées avec l'Admiral Spaun, avec sept cuirassés, trois croiseurs, quatre destroyers, quatre torpilleurs et de nombreux sous-marins et avions, mais l'opération est abandonnée après que le cuirassé Szent István a été coulé par le torpilleur à moteur italien MAS-15 le matin du 10 juin.
Après le naufrage du Szent István, les navires sont rentrés au port où ils sont restés pour le reste de la guerre. Lorsque l'Autriche-Hongrie a été confrontée à la défaite en octobre 1918, le gouvernement autrichien a transféré sa marine à l'État nouvellement formé des Slovènes, des Croates et des Serbes afin d'éviter d'avoir à remettre le navire aux Alliés. Après l'armistice de Villa Giusti en novembre 1918, l'Admiral Spaun a été saisi par les Alliés et transféré en Italie, où il a participé à un défilé de la victoire dans la lagune de Venise en mars 1919. La répartition définitive de l'ancienne marine de l'Autriche-Hongrie est réglée par le traité de Saint-Germain-en-Laye en 1920. L'Admiral Spaun est cédé au Royaume-Uni avant d'être vendu à la casse et démantelé entre 1920 et 1921.

## Contexte

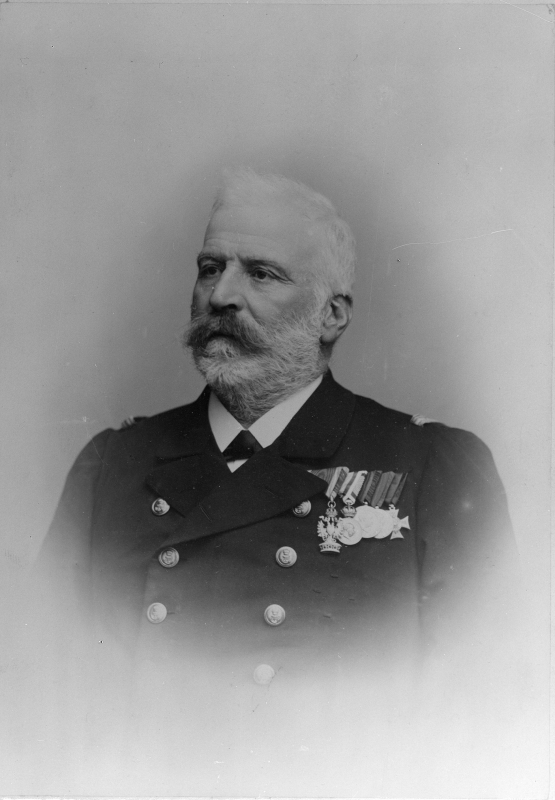
Rudolf Montecuccoli, Marinekommandant de la marine austro-hongroise de 1904 à 1913 en uniforme complet, avec plusieurs médailles épinglées sur sa poitrine gauche.

Rudolf Montecuccoli, commandant de marine de la marine austro-hongroise de 1904 à 1913. En 1904, la marine austro-hongroise se compose de dix cuirassés de différents types, de trois croiseurs blindés, de six croiseurs protégés, de huit torpilleurs et de 68 bateaux torpilleurs. Le tonnage total de la marine était de 131 000 tonnes (129 000 tonnes longues ; 144 000 tonnes courtes). Bien que la marine ait été capable de défendre le littoral de l'Autriche-Hongrie, cette flotte était nettement surclassée par d'autres grandes marines méditerranéennes, à savoir l'Italie et le Royaume-Uni. Après la création de la Ligue navale autrichienne en septembre 1904 et la nomination en octobre du vice-amiral Rudolf Montecuccoli aux postes de commandant en chef de la marine (en allemand : "Marinekommandant") et de chef de la section navale du ministère de la Guerre (en allemand : "Chef der Marinesektion"),, la marine austro-hongroise a entamé un programme d'expansion digne de celui d'une grande puissance. Montecuccoli poursuit immédiatement les efforts déployés par son prédécesseur, l'amiral Hermann von Spaun, et fait pression en faveur d'une marine considérablement élargie et modernisée.
Au cours de la première décennie du 20e siècle, la politique navale de l'Autriche-Hongrie commence à s'éloigner de la simple défense côtière pour se projeter dans la mer Adriatique et même dans la mer Méditerranée. Ce changement de politique était motivé par des facteurs internes et externes. De nouvelles voies ferrées avaient été construites à travers les cols alpins de l'Autriche entre 1906 et 1908, reliant Trieste et la côte dalmate au reste de l'Empire et offrant à l'intérieur de l'Autriche-Hongrie un accès à la mer plus rapide que jamais. La baisse des tarifs douaniers sur le port de Trieste a favorisé l'expansion de la ville et une croissance similaire de la marine marchande de l'Autriche-Hongrie. Ces changements ont nécessité le développement d'une nouvelle ligne de cuirassés capables de faire plus que défendre le littoral de l'Autriche-Hongrie.
Avant le début du siècle, la puissance maritime n'était pas une priorité de la politique étrangère autrichienne, et la marine ne suscitait que peu d'intérêt ou de soutien de la part du public. La nomination de l'archiduc François-Ferdinand - héritier du trône austro-hongrois et partisan éminent et influent de l'expansion navale - au poste d'amiral en septembre 1902 a considérablement accru l'importance de la marine aux yeux du grand public et des parlements autrichien et hongrois,. L'intérêt de François-Ferdinand pour les affaires navales découlait principalement de sa conviction qu'une marine forte serait nécessaire pour concurrencer l'Italie, qu'il considérait comme la plus grande menace régionale de l'Autriche-Hongrie.

### Course aux armements navals austro-italiens
En tant que premier croiseur éclaireur de la marine austro-hongroise, l'Admiral Spaun a été autorisé lorsque l'Autriche-Hongrie était engagée dans une course aux armements navals avec son allié nominal, l'Italie,. La Regia Marina d'Italie était considérée comme la plus importante puissance navale de la région à laquelle l'Autriche-Hongrie se mesurait, souvent de manière défavorable. La disparité entre les marines austro-hongroise et italienne existait depuis des décennies ; à la fin des années 1880, l'Italie se targuait d'avoir la troisième plus grande flotte du monde, derrière la marine française et la Royal Navy britannique,. Bien que cette disparité ait été quelque peu égalisée, la marine impériale russe et la marine impériale allemande ayant dépassé la marine italienne en 1893 et en 1894, en 1904, la balance a commencé à pencher de nouveau en faveur de l'Italie. En effet, en 1904, la taille de la Regia Marina italienne était, en termes de tonnage, plus de deux fois supérieure à celle de la marine austro-hongroise, et si les deux nations avaient un nombre relativement égal de cuirassés, l'Italie avait plus de deux fois plus de croiseurs.
| Puissance navale de l'Italie et de l'Autriche-Hongrie en 1904 | Puissance navale de l'Italie et de l'Autriche-Hongrie en 1904 | Puissance navale de l'Italie et de l'Autriche-Hongrie en 1904 | Puissance navale de l'Italie et de l'Autriche-Hongrie en 1904 | Puissance navale de l'Italie et de l'Autriche-Hongrie en 1904 | Puissance navale de l'Italie et de l'Autriche-Hongrie en 1904 |
| ------------------------------------------------------------- | ------------------------------------------------------------- | ------------------------------------------------------------- | ------------------------------------------------------------- | ------------------------------------------------------------- | ------------------------------------------------------------- |
| Type                                                          | Italie                                                        | Italie                                                        | Autriche-Hongrie                                              | Autriche-Hongrie                                              | Italie/Autriche-Hongrie tonnage ratio                         |
| Type                                                          | Numbreer                                                      | Tonnage                                                       | Numbre                                                        | Tonnage                                                       | Italie/Autriche-Hongrie tonnage ratio                         |
| Cuirssarés                                                    | 13                                                            | 166 724 tonnes                                                | 10                                                            | 85 560 tonnes                                                 | 1.9:1                                                         |
| Croiseurs blindés                                             | 6                                                             | 39 903 tonnes                                                 | 3                                                             | 18 810 tonnes                                                 | 2.1:1                                                         |
| Croiseurs protégés                                            | 14                                                            | 37 393 tonnes                                                 | 6                                                             | 17 454 tonnes                                                 | 2.1:1                                                         |
| Navires lance-torpilles                                       | 15                                                            | 12 848 tonnes                                                 | 8                                                             | 5 070 tonnes                                                  | 2.5:1                                                         |
| Torpilleurs                                                   | 145                                                           | 10 477 tonnes                                                 | 68                                                            | 4 252 tonnes                                                  | 2.4:1                                                         |
| Total                                                         | 195                                                           | 267 345 tonnes                                                | 95                                                            | 131 246 tonnes                                                | 2.3:1                                                         |

### Le plan de Montecuccoli
L'Admiral Spaun est apparu pour la première fois sur le papier au début de l'année 1905, lorsque Montecuccoli a rédigé sa première proposition de flotte autrichienne moderne dans le cadre de son plan visant à construire une marine suffisamment importante pour disputer la mer Adriatique. Ce plan initial comprenait 12 cuirassés, quatre croiseurs blindés, huit croiseurs éclaireurs, 18 destroyers, 36 torpilleurs de haute mer et six sous-marins. Bien que les détails n'aient pas encore été établis, les quatre croiseurs du plan de Montecuccoli deviendront finalement l'Admiral Spaun et les trois navires de la classe Novara,. En raison d'une crise politique au sein du gouvernement hongrois, le vote sur le programme proposé par Montecuccoli est retardé pendant la majeure partie de 1905. Il faudra attendre la fin de l'année pour que les délégations autrichienne et hongroise aux affaires communes approuvent le programme de Montecuccoli. Selon les termes de l'accord budgétaire, 121 000 000 couronnes étaient réservées à la construction de navires de guerre sur une période de trois ans, les versements de ce crédit spécial étant rétroactivement repoussés à 1904. Le budget ne prévoyait pas de financement pour les trois autres croiseurs que Montecuccoli souhaitait construire, mais incluait des fonds pour les trois cuirassés de la classe Erzherzog Karl, six destroyers et l'admiral Spaun.

## Conception

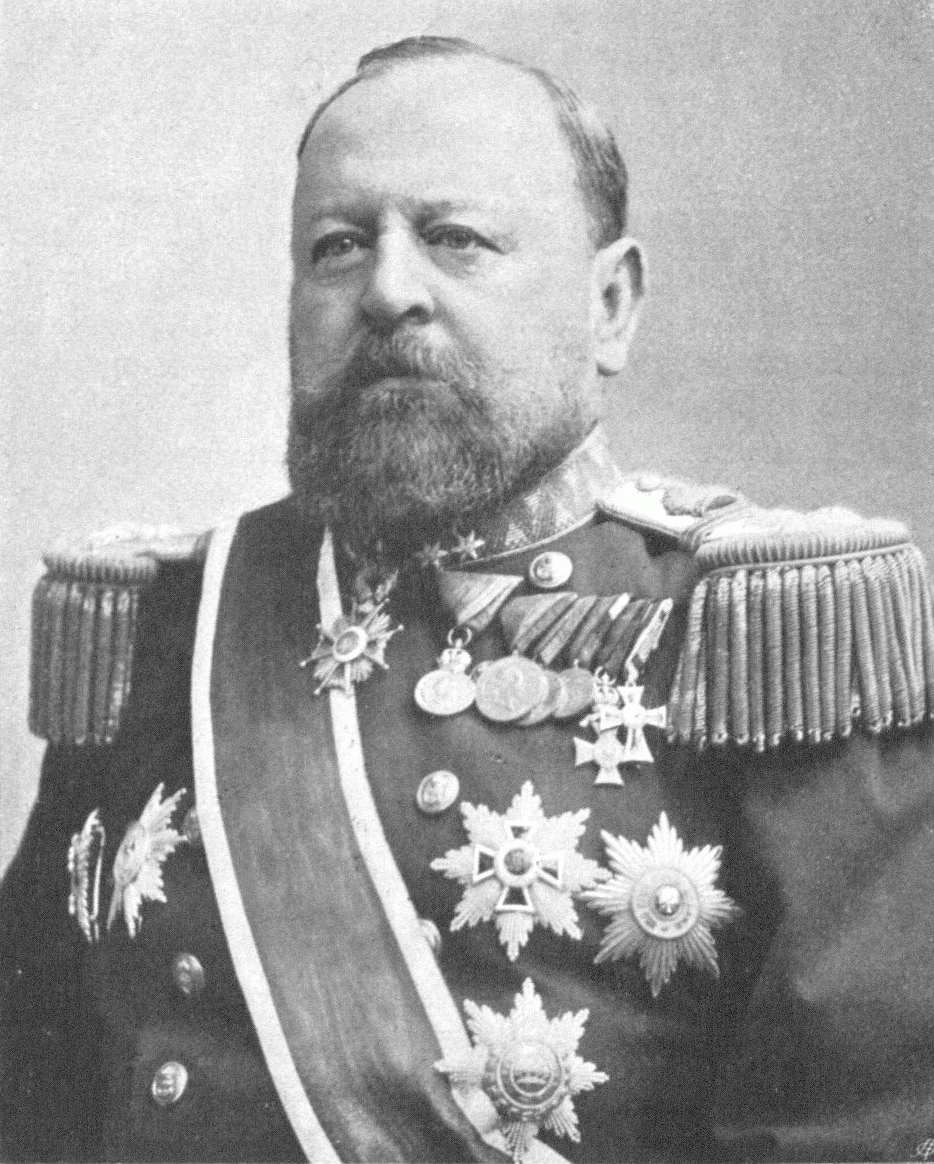
L'amiral Hermann Freiherr von Spaun, ancien commandant de marine de la marine austro-hongroise et homonyme du croiseur Admiral Spaun.

La Marine austro-hongroise a demandé à l'ingénieur naval hongrois Siegfried Popper de concevoir un nouveau type de croiseur rapide en liaison avec les destroyers pour avoir une flotte de combat à l'équivalence des flottes étrangères.
Conçu pour des missions d'éclaireur, l'Admiral Spaun partait du principe que le théâtre d'opérations dans lequel il devait opérer serait largement confiné à la mer Adriatique. Il devait agir comme un croiseur éclaireur à déplacement rapide capable de mener des missions de frappe et de ratissage tout en menaçant les communications et les routes des convois . Montecuccoli pensait que si l'Autriche-Hongrie était entraînée dans un conflit naval plus large englobant la Méditerranée, l'Admiral Spaun serait toujours capable de remplir son rôle avec succès et qu'une classe de croiseurs cuirassés n'était pas nécessaire pour un tel scénario. Après la construction de l'Admiral Spaun, sa conception a été si bien accueillie qu'elle a été utilisée pour influencer la construction des trois croiseurs de la classe Novara qui lui ont succédé. Les similitudes entre l'Admiral Spaun et les Novaras étaient si proches que, bien qu'il s'agisse de classes différentes, les publications contemporaines et modernes associent parfois les quatre navires comme membres de la même classe,,. L'Admiral Spaun avait un équipage de 320-327 officiers et hommes,.
L'Admiral Spaun avait une longueur hors-tout de 130,6 mètres (428 ft 6 in). À la ligne de flottaison, le croiseur avait une longueur de 129,7 mètres (425 ft 6 in), tandis que sa longueur entre perpendiculaires mesurait 125,2 mètres (410 ft 9 in). Il avait une largeur de 12,8 mètres (42 ft 0 in) et un tirant d'eau moyen de 5,3 mètres (17 ft 5 in) à pleine charge. Il était conçu pour déplacer 3 500 tonnes (3 400 tonnes longues ; 3 900 tonnes courtes) à charge normale, mais à pleine charge de combat, il déplaçait 4 000 tonnes (3 900 tonnes longues ; 4 400 tonnes courtes). Les systèmes de propulsion du navire étaient constitués de six turbines à vapeur Parsons et de quatre arbres. Ces turbines étaient conçues pour fournir 25 130-25 254 chevaux(18 739-18 832 kW) et étaient alimentées par 16 chaudières à tubes d'eau Yarrow, donnant à l'Admiral Spaun une vitesse maximale de 27,07 nœuds (50,13 km/h) lors de ses essais en mer,,.
L'Admiral Spaun était armé d'une batterie principale de sept canons Škoda de 10 cm/50 K10 montés sur un seul socle. Deux étaient placés à l'avant sur le gaillard d'avant du navire, quatre étaient situés au milieu du navire, deux de chaque côté, et un était situé sur le pont de quart. Il possédait également un canon SFK L/44 de 47 mm (1,9 in). Un canon antiaérien Škoda 7 cm/50 K10 et quatre tubes lance-torpilles de 53,3 cm (21,0 in) dans des supports jumelés ont été ajoutés à l'Admiral Spaun en 1916,. Les canons de l'Admiral Spaun étaient d'un plus petit calibre que ceux de nombreux autres croiseurs de l'époque, ce qui a conduit à des plans pour retirer les canons du gaillard d'avant et du gaillard d'arrière du navire et les remplacer par une paire de canons de 15 centimètres (5,9 in) à l'avant et à l'arrière, mais ces modifications n'ont pas pu avoir lieu avant la fin de la guerre. Son armement plus petit était dû en partie au fait que la marine austro-hongroise souhaitait que l'Admiral Spaun ait une vitesse plus élevée et un meilleur blindage que la plupart des autres croiseurs contemporains de l'époque. En conséquence, l'armement du croiseur a dû être réduit.
L'Admiral Spaun était protégé à la ligne de flottaison par une ceinture blindée de 60 mm (2,4 in) d'épaisseur au milieu du navire. Les canons avaient des boucliers de 40 mm (1,6 in) d'épaisseur, tandis que l'épaisseur du pont du navire était de 20 mm (0,79 in). Le blindage protégeant le poste de commandement mesurait 60 mm (2,4 in),.

## Construction
L'Admiral Spaun a été mis à l'eau au chantier naval de Pola le 30 mai 1908. Pendant la construction, le "Stabilimento Tecnico Triestino" a conclu un accord avec la Parsons Marine Steam Turbine Company pour que les turbines à vapeur de l'Admiral Spaun soient assemblées à Trieste à l'aide de matériaux provenant de l'Empire austro-hongrois. C'est le premier navire de la marine austro-hongroise à être construit avec des turbines à vapeur .
En septembre 1909, Montecuccoli propose au Conseil ministériel austro-hongrois un budget pour 1910 qui autoriserait la construction des trois croiseurs de la classe Novara, aux côtés des quatre dreadnoughts des cuirassés de la classe Tegetthoff et de plusieurs torpilleurs et sous-marins. Alors que la volonté de Montecuccoli de construire une nouvelle classe de croiseurs est retardée, cette fois en raison des coûts financiers supportés par l'Autriche-Hongrie à la suite de l'annexion de la Bosnie et de la mobilisation de sa flotte et de son armée au plus fort de la crise bosniaque, la marine reçoit des fonds pour accélérer l'achèvement des cuirassés de la classe Radetzky et de l'Admiral Spaun.
Après près d'un an et demi de construction, l'Admiral Spaun a été lancé le 30 octobre 1909,, après quoi il a effectué des essais en mer pendant un an. Lorsque l'Admiral Spaun a été commandé, il a été conçu pour atteindre une vitesse supérieure à celle des croiseurs contemporains que l'on trouve dans d'autres marines du monde, comme la marine américaine (United States Navy) et la marine royale britannique (Royal Navy). En septembre 1910, il a été signalé qu'il avait atteint une vitesse de pointe de 27,07 nœuds (50,13 km/h). C'était 1,07 nœud (1,98 km/h) de plus que sa vitesse contractuelle. Après la conclusion de ses essais en mer, l'Admiral Spaun a été mis en service dans la marine austro-hongroise le 15 novembre 1910.

## Histoire

### Avant-guerre
Moins d'un an après l'entrée en service de l'Admiral Spaun dans la marine austro-hongroise, la guerre italo-turque éclate en septembre 1911. Bien que l'Autriche-Hongrie et l'Italie soient restées des alliées nominales dans le cadre de la Triple Alliance, les tensions entre les deux nations sont restées élevées tout au long de la guerre. La marine austro-hongroise a été placée en état d'alerte, tandis que l'armée a été déployée à la frontière italienne. Bien que la guerre ait finalement été localisée, à la demande de l'Autriche-Hongrie, dans certaines parties de la Méditerranée orientale et en Libye, la première guerre des Balkans a éclaté avant même que l'Italie et l'Empire ottoman ne parviennent à conclure un accord de paix. Une fois encore, l'armée ottomane se révèle insuffisante pour vaincre ses adversaires. La Ligue balkanique, composée de la Bulgarie, de la Serbie, de la Grèce et du Monténégro, a rapidement envahi les dernières possessions européennes de l'Empire ottoman en quelques semaines. En novembre 1912, la Serbie semblait prête à obtenir un port sur la mer Adriatique. L'Autriche-Hongrie s'y oppose fermement car un port serbe sur l'Adriatique pourrait modifier radicalement l'équilibre des forces dans la région, rapprocher la Serbie et l'Italie par le biais de liens économiques, et également servir de base navale russe.
L'Autriche-Hongrie a trouvé un soutien auprès de l'Italie, qui s'opposait à l'accès serbe à l'Adriatique en pensant que la Russie utiliserait les ports serbes pour stationner sa flotte de la mer Noire. L'Italie craignait également que l'Autriche-Hongrie elle-même n'annexe un jour la Serbie et n'obtienne ainsi davantage de côtes adriatiques sans céder de territoires italophones tels que le Trentin ou Trieste. La Russie et la Serbie ont toutes deux fait part à Vienne de cette objection à un potentiel littoral serbe. À la fin du mois de novembre 1912, la menace d'un conflit entre l'Autriche-Hongrie, l'Italie, la Serbie et la Russie, associée à des allégations de mauvais traitements infligés par les Serbes au consul austro-hongrois de Prizren, a fait naître une peur de la guerre dans les Balkans. La Russie et l'Autriche-Hongrie ont commencé à mobiliser des troupes le long de leur frontière, tandis que l'Autriche-Hongrie a commencé à se mobiliser contre la Serbie. Pendant la crise, l'ensemble de la marine austro-hongroise a également été entièrement mobilisée. À l'époque, plusieurs navires de guerre austro-hongrois avaient déjà été déployés en mer Égée ou dans la ville de Constantinople pour protéger les intérêts austro-hongrois pendant la guerre italo-turque et la première guerre balkanique. La Marine a ensuite ordonné à l'Admiral Spaun et SMS Aspern de quitter leur poste à Constantinople. Ils ont reçu l'ordre de rejoindre le reste de la flotte en mer Égée dans l'éventualité d'une guerre avec la Serbie et la Russie.
En décembre 1912, la marine austro-hongroise disposait, en plus de l'Admiral Spaun, d'un total de sept cuirassés, cinq croiseurs, huit destroyers, 28 torpilleurs et six sous-marins prêts au combat. La crise finit par s'apaiser après la signature du traité de Londres, qui accordait à la Serbie un libre accès à la mer par une voie ferrée sous contrôle international, tout en établissant une Albanie indépendante. L'armée et la marine austro-hongroises sont ensuite démobilisées le 28 mai 1913.
En juin 1914, le cuirassé SMS Viribus Unitis est chargé de transporter l'archiduc François-Ferdinand au condominium de Bosnie-Herzégovine afin d'assister à des manœuvres militaires. Après les manœuvres, Ferdinand et son épouse Sophie prévoyaient de se rendre à Sarajevo pour inaugurer le musée d'État dans ses nouveaux locaux. Le 24 juin, le cuirassé a transporté l'archiduc de Trieste à la rivière Neretva, où il est monté à bord d'un yacht qui l'a emmené au nord vers Sarajevo. Après avoir observé les manœuvres militaires pendant trois jours, l'archiduc retrouve sa femme à Sarajevo. Le 28 juin 1914, ils sont abattus par Gavrilo Princip.
En apprenant l'assassinat, le commandant de marine Anton Haus a navigué vers le sud de Pola avec une flotte d'escorte comprenant l'Admiral Spaun, le SMS Tegetthoff, navire jumeau du Viribus Unitis, et plusieurs torpilleurs. Deux jours après leurs meurtres, les corps de Ferdinand et Sophie ont été transférés à bord du SMS Viribus Unitis, qui avait été ancré en attendant de recevoir l'archiduc pour son retour, et ont été transportés à Trieste. Le Viribus Unitis a été suivi par la flotte d'escorte de Haus pendant le voyage, la flotte se déplaçant lentement le long de la côte dalmate, généralement en vue de la terre. Les villes et villages côtiers sonnaient les cloches des églises au passage des navires, tandis que les spectateurs observaient la flotte depuis le rivage . La mort de l'archiduc a déclenché la crise de juillet, qui a abouti à la déclaration de guerre de l'Autriche-Hongrie au Royaume de Serbie le 28 juillet 1914,.

### 1914
Les événements se succèdent rapidement dans les jours qui suivent. Le 30 juillet 1914, la Russie déclare la mobilisation totale en réponse à la déclaration de guerre de l'Autriche-Hongrie à la Serbie. L'Autriche-Hongrie déclare la mobilisation totale le jour suivant. Le 1er août, l'Allemagne et la France ordonnent la mobilisation totale et l'Allemagne déclare la guerre à la Russie pour soutenir l'Autriche-Hongrie. Alors que les relations entre l'Autriche-Hongrie et l'Italie s'étaient grandement améliorées au cours des deux années qui ont suivi le renouvellement de la Triple Alliance en 1912, l'augmentation des dépenses navales austro-hongroises, les différends politiques concernant l'influence en Albanie et les inquiétudes italiennes quant à l'annexion potentielle de terres dans le royaume du Monténégro ont fait vaciller les relations entre les deux alliés dans les mois qui ont précédé la guerre. La déclaration de neutralité de l'Italie le 1er août a anéanti les espoirs austro-hongrois d'utiliser leurs plus gros navires - y compris l'Admiral Spaun - dans des opérations de combat majeures en Méditerranée, car la marine avait compté sur le charbon stocké dans les ports italiens pour opérer conjointement avec la Regia Marina. Le 4 août, l'Allemagne a déjà occupé le Luxembourg et envahi la Belgique après avoir déclaré la guerre à la France. Le Royaume-Uni a déclaré la guerre à l'Allemagne le même jour pour soutenir la neutralité de la Belgique.
Peu après le début de la guerre, la division allemande de la Méditerranée, composée du croiseur cuirassé SMS Goeben et du croiseur léger SMS Breslau, a demandé l'aide de la flotte austro-hongroise. Les navires allemands tentaient de sortir de Messine, où ils avaient pris du charbon avant le début de la guerre. Dès la première semaine d'août, les navires britanniques avaient commencé à se rassembler au large de Messine pour tenter de piéger les Allemands. Alors que l'Autriche-Hongrie n'a pas encore totalement mobilisé sa flotte, une force est rassemblée pour aider les navires allemands. Elle était composée de l'Admiral Spaun, des trois Radetzky et des trois Tegetthoff, du croiseur blindé SMS Sankt Georg, de six destroyers et de 13 torpilleurs. Le haut commandement austro-hongrois, qui craignait de déclencher une guerre avec la Grande-Bretagne, a ordonné à la flotte d'éviter les navires britanniques et de ne soutenir ouvertement les Allemands que lorsqu'ils se trouveraient dans les eaux austro-hongroises. Le 7 août, lorsque les Allemands sortirent de Messine, la flotte austro-hongroise avait commencé à faire route vers Brindisi pour rejoindre les Allemands et escorter leurs navires vers un port ami en Autriche-Hongrie. Cependant, le mouvement allemand vers l'embouchure de l'Adriatique n'était qu'une diversion pour détourner les Britanniques et les Français de leur poursuite, et les navires allemands ont plutôt contourné la pointe sud de la Grèce et se sont dirigés vers les Dardanelles, où ils ont été vendus à l'Empire ottoman. Plutôt que de suivre les navires allemands vers la mer Noire, la flotte autrichienne retourne à Pola,.
À la suite des déclarations de guerre de la France et de la Grande-Bretagne à l'Autriche-Hongrie, les 11 et 12 août respectivement, l'amiral français Augustin Boué de Lapeyrère reçut l'ordre de fermer la navigation austro-hongroise à l'entrée de la mer Adriatique et d'engager tout navire austro-hongrois que sa flotte anglo-française rencontrerait. Lapeyrère choisit d'attaquer les navires austro-hongrois qui bloquent le Monténégro. La bataille d'Antivari qui s'ensuivit mit fin au blocus de l'Autriche-Hongrie et plaça effectivement le détroit d'Otrante entre les mains de la Grande-Bretagne et de la France.
Après la bataille d'Antivari et l'évasion du Goeben et du Breslau de Messine, la marine austro-hongroise a vu très peu d'action, beaucoup de ses navires passant la plupart de leur temps au port. L'inactivité générale de la marine était en partie due à la crainte des mines dans l'Adriatique. D'autres facteurs ont contribué au manque d'activité navale au cours de la première année de la guerre. L'amiral Haus craignait qu'une confrontation directe avec la marine française, même si elle devait être couronnée de succès, n'affaiblisse la marine austro-hongroise au point que l'Italie aurait les coudées franches dans l'Adriatique. Cette inquiétude était si grande pour Haus qu'il écrivait en septembre 1914 : "Tant que la possibilité existe que l'Italie nous déclare la guerre, je considère comme mon premier devoir de garder notre flotte intacte.". La décision de Haus de maintenir sa flotte au port lui valut de vives critiques de la part de l'armée austro-hongroise, de la marine allemande et du ministère austro-hongrois des Affaires étrangères, mais elle conduisit également à ce qu'un nombre bien plus important de forces navales alliées soit consacré à la Méditerranée et au détroit d'Otrante. Celles-ci auraient pu être utilisées ailleurs, par exemple contre l'Empire ottoman pendant la campagne de Gallipoli. Pendant le reste de l'année 1914, l'Admiral Spaun a été l'un des navires les plus actifs de la marine austro-hongroise, malgré des problèmes chroniques de moteur.

### 1915
En janvier 1915, Haus avait adopté une stratégie prudente pour préserver sa flotte, car l'Autriche-Hongrie était nettement inférieure en nombre aux flottes anglo-françaises en Méditerranée, et l'attitude de l'Italie, ancien allié de l'Autriche-Hongrie, restait inconnue. Haus a décidé que le meilleur plan d'action serait d'agir comme une flotte en devenir, qui immobiliserait les forces navales alliées, tandis que les torpilleurs, les mines et les raids avec des croiseurs rapides comme l'Admiral Spaun pourraient être utilisés pour réduire la supériorité numérique des flottes ennemies avant qu'une bataille décisive puisse être livrée.
Cependant, des problèmes de moteur et d'autres machines liés à ses systèmes de propulsion ont empêché l'Admiral Spaun d'être déployé pour des opérations dans l'Adriatique de la même manière que les navires de la classe Novara. En effet, Gardiner et Grey écrivent dans "All the World's Fighting Ships de Conway : 1906-1921 de Conway" que "le navire a souffert de tant de problèmes de démarrage avec ses moteurs qu'il n'a jamais participé aux opérations de croiseur de ses successeurs, bien qu'il ait servi en temps de guerre dans des rôles mineurs et moins dangereux". Au lieu de cela, les navires de la classe Novara ont poursuivi leurs opérations dans l'Adriatique, menant des missions telles que le remorquage de sous-marins en Méditerranée ou le raid sur les convois alliés et les navires dérivants gardant le détroit d'Otrante. Néanmoins, l'Admiral Spaun participera à la plus grande et la plus réussie des opérations navales austro-hongroises de la guerre après l'entrée de l'Italie dans le conflit aux côtés des Alliés en mai 1915,.

#### Bombardement d'Ancône

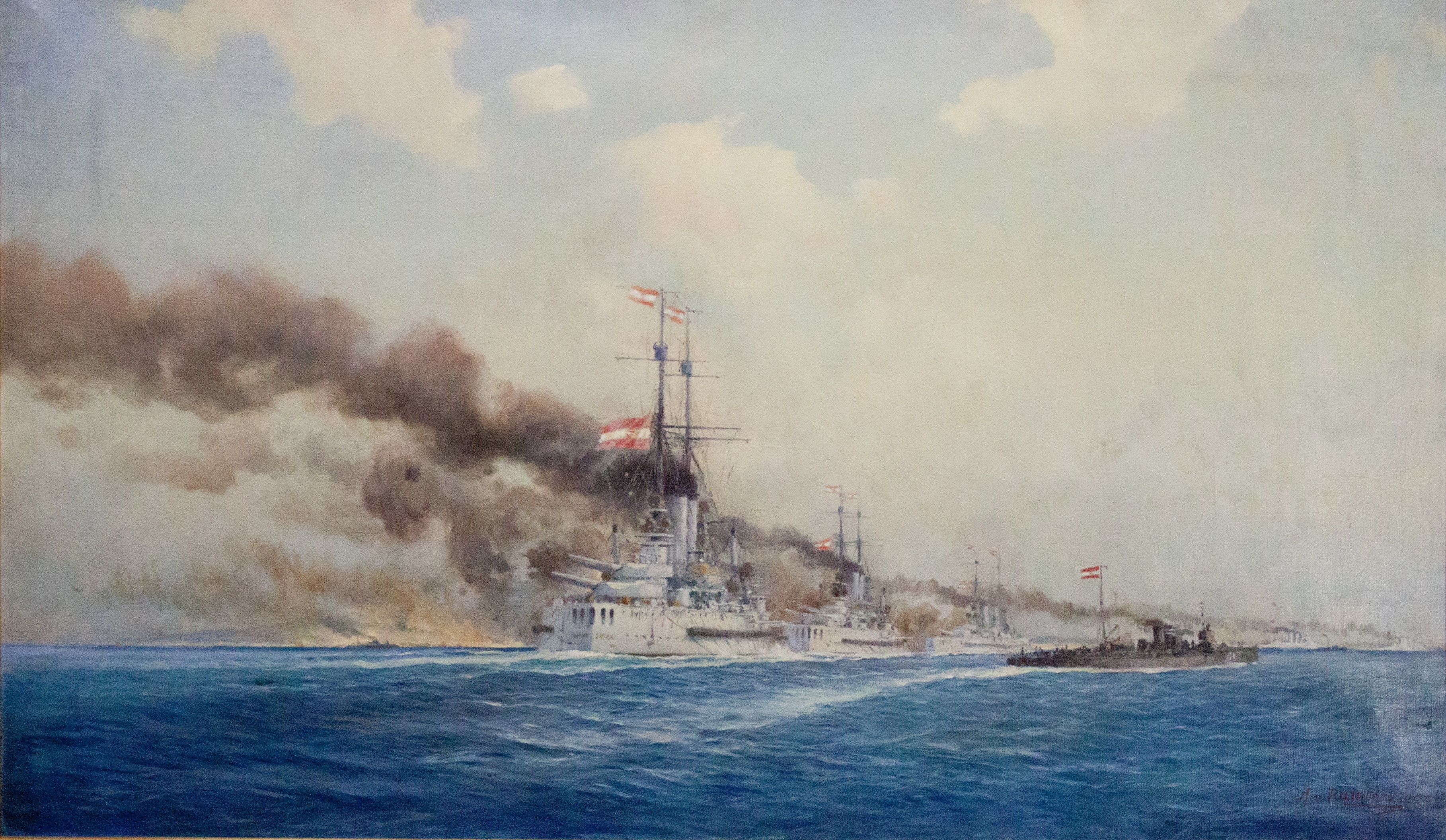
Bombardement d'Ancône" par August von Ramberg, représentant des cuirassés austro-hongrois bombardant la côte italienne en mai 1915.
Peinture représentant plusieurs navires de guerre en ligne bombardant un littoral. On peut voir de la fumée sortir à la fois de la terre et des canons de chaque navire.

Après l'échec des négociations avec l'Allemagne et l'Autriche-Hongrie concernant l'entrée en guerre de l'Italie en tant que membre des Puissances centrales, les Italiens ont négocié avec la Triple-Entente l'entrée éventuelle de l'Italie dans la guerre à leurs côtés dans le traité de Londres, signé le 26 avril 1915. Le 4 mai, l'Italie a officiellement renoncé à son alliance avec l'Allemagne et l'Autriche-Hongrie, avertissant à l'avance les Austro-Hongrois que l'Italie se préparait à entrer en guerre contre eux. Le 20 mai, l'empereur François-Joseph Ier donne à la marine austro-hongroise l'autorisation d'attaquer les navires italiens convoyant des troupes dans l'Adriatique ou envoyant des fournitures au Monténégro. Pendant ce temps, Haus prépare sa flotte à sortir dans l'Adriatique pour lancer une attaque massive contre les Italiens dès la déclaration de guerre. Le 23 mai 1915, entre deux et quatre heures après que la déclaration de guerre italienne soit parvenue à la principale base navale austro-hongroise de Pola la flotte austro-hongroise, y compris l'amiral Spaun, est partie pour bombarder la côte italienne,.
Pendant les attaques austro-hongroises le long de la côte italienne, l'Admiral Spaun, les croiseurs Saida, Helgoland, et Szigetvár, ainsi que neuf destroyers, ont fourni un écran contre une éventuelle contre-attaque italienne. La contre-attaque italienne attendue ne se matérialise cependant pas. En reconnaissance dans le sud de l'Adriatique, l'Admiral Spaun bombarde le port de Termoli, endommageant un pont de chemin de fer et un train de marchandises, avant de se rendre à Campomarino où il bombarde les bâtiments de la gare de marchandises et de la gare ferroviaire de la ville, les détruisant tous les deux. Pendant ce temps, le noyau de la marine austro-hongroise, dirigé par les navires de la classe Tegetthoff, se dirige vers Ancône. Le bombardement d'Ancône est un succès majeur pour la marine austro-hongroise. Dans le port d'Ancône, un paquebot italien est détruit et trois autres endommagés, tandis qu'un destroyer italien, le Turbine, est coulé plus au sud. L'infrastructure du port d'Ancône et des villes environnantes a été gravement endommagée. La gare de triage et les installations portuaires de la ville ont été endommagées ou détruites, tandis que les batteries côtières locales qui les défendaient ont été mises hors service. De nombreux quais, entrepôts, réservoirs de pétrole, stations de radio et magasins de charbon et de pétrole ont été incendiés par les bombardements, et les lignes électriques, de gaz et de téléphone de la ville ont été coupées. Dans la ville même, le quartier général de la police d'Ancône, les casernes de l'armée, l'hôpital militaire, la raffinerie de sucre et les bureaux de la Banque d'Italie ont tous été endommagés. 30 soldats italiens et 38 civils ont été tués, tandis que 150 autres ont été blessés dans l'attaque. Pendant les attaques le long du littoral italien ce jour-là, les hydravions austro-hongrois ont également bombardé Venise et Ancône.
La flotte austro-hongroise devait ensuite bombarder la côte du Monténégro, sans opposition; lorsque les navires italiens arrivèrent sur les lieux, les Austro-hongrois étaient rentrés au port en toute sécurité. L'objectif du bombardement de la côte italienne était de retarder l'armée italienne dans le déploiement de ses forces le long de la frontière avec l'Autriche-Hongrie en détruisant les systèmes de transport critiques, et l'attaque surprise sur Ancône et la côte adriatique italienne réussit à retarder de deux semaines le déploiement italien vers les Alpes. Ce retard a donné à l'Autriche-Hongrie un temps précieux pour renforcer le front italien et redéployer une partie de ses troupes des fronts de l'Est et des Balkans. Le bombardement et le naufrage de plusieurs navires italiens ont également porté un coup sévère au moral des militaires et de la population italiens.

### 1915-1916
Après l'entrée en guerre de l'Italie en mai 1915, l'Admiral Spaun sera parmi les navires les plus régulièrement utilisés pendant le reste de l'année contre les Italiens dans l'Adriatique. Cependant, ses problèmes mécaniques l'empêchent de participer au même nombre de raids et de sorties que les croiseurs de la classe Novara. Pendant ce temps, l'Admiral Spaun passe la plupart de son temps en service dans le nord de l'Adriatique, fournissant une couverture aux navires austro-hongrois qui effectuent des opérations de pose de mines et de balayage de mines. Dans la nuit du 28 décembre 1915, le SMS Helgoland et cinq destroyers ont participé à un raid contre des navires français et italiens. Au cours de ce raid, le Helgoland a éperonné et coulé le sous-marin français Monge entre Brindisi et le port albanais de Durrës, avant d'attaquer les navires à Durrës le lendemain matin. Après avoir coulé plusieurs navires dans le port, deux des destroyers austro-hongrois qui accompagnaient le Helgoland ont heurté des mines et l'un d'eux a coulé. En réponse à ces revers, le Novara, l'Admiral Spaun et le navire de défense côtière de classe Monarch SMS Budapest sont mobilisés pour soutenir le Helgoland et les destroyers austro-hongrois. Le Helgoland est sorti indemne de l'opération et a réussi à échapper à la poursuite des Alliés à la tombée de la nuit, rejoignant les renforts envoyés pour l'escorter jusqu'à Kotor. L'Admiral Spaun a connu beaucoup moins d'action tout au long de l'année 1916, les problèmes mécaniques demeurant un problème. Au lieu de cela, il est resté en service dans des rôles plus secondaires et a subi un carénage pour renforcer son armement anti-aérien et de torpilles,. Malgré ces revers, pendant la majeure partie de la guerre, l'Admiral Spaun et les navires de la classe Novara ont servi de " véritables navires capitaux (Capital ship) de l'Adriatique ", car de nombreux navires plus grands de la Marine austro-hongroise - comme les cuirassés de la classe Tegetthoff - sont restés au port de Pola entre mai 1915 et juin 1918,.

### 1917-1918
Après le torpillage du navire de défense côtière SMS Wien le 10 décembre 1917, l'Admiral Spaun, le cuirassé pré-dreadnought SMS Árpád et six destroyers sont envoyés pour renforcer les défenses portuaires de l'Autriche-Hongrie à Trieste. Le 19 décembre, ces navires de guerre font la jonction avec Budapest, ainsi que 16 torpilleurs, cinq dragueurs de mines et cinq hydravions pour bombarder les positions d'artillerie italiennes à l'embouchure de la rivière Piave. Cette opération, qui devait servir de couverture à une division de l'armée territoriale royale hongroise (en hongrois: Magyar Királyi Honvédség ; en allemand: königlich ungarische Landwehr) pour traverser la rivière, échoua en raison du mauvais temps. Le 1er janvier, l'Admiral Spaun et le reste de la flotte s'étaient repliés sur Pola.
Après la mutinerie de Cattaro, l'amiral Maximilian Njegovan est renvoyé de son poste de "Marinekommandant", bien qu'à la demande de Njegovan, on annonce qu'il prend sa retraite. Miklós Horthy, qui avait depuis été promu commandant du cuirassé SMS Prinz Eugen, est promu contre-amiral et nommé "Flottenkommandant" (commandant en chef de la flotte). La promotion de Horthy reçoit le soutien de nombreux membres du corps des officiers de marine, qui pensent qu'il utilisera la marine de l'Autriche-Hongrie pour combattre l'ennemi. La nomination de Horthy pose des difficultés. Son âge relativement jeune lui aliène de nombreux officiers supérieurs, et les traditions navales de l'Autriche-Hongrie incluent une règle tacite selon laquelle aucun officier ne peut servir en mer sous les ordres d'une personne d'un rang inférieur. Cela signifie que les chefs des premier et deuxième escadrons de combat, ainsi que de la flottille de croiseurs, doivent tous prendre une retraite anticipée ou occuper des postes à terre.

### 1918
À la suite de la mutinerie de Cattaro en février 1918, l'amiral Njegovan est limogé de son poste de commandant en chef de la marine. Miklós Horthy de Nagybánya, commandant du Prinz Eugen, est promu contre-amiral et nommé commandant en chef de la flotte. Horthy profite de sa nomination pour faire sortir régulièrement la flotte austro-hongroise du port pour des manœuvres et des exercices de tir. L'ampleur de ces opérations était la plus importante que le Prinz Eugen ait connue depuis le début de la guerre.
Ces exercices d'artillerie et de manœuvre étaient menés non seulement pour rétablir l'ordre à la suite de plusieurs mutineries ratées, mais aussi pour préparer la flotte à une opération offensive majeure. La pensée stratégique de Horthy différait de celle de ses deux prédécesseurs, et peu après avoir pris le commandement de la marine, il a résolu d'entreprendre une action majeure de la flotte afin de remédier à la baisse de moral et à l'ennui, et de faciliter la tâche des U-Boote austro-hongrois et allemands qui voulaient sortir de l'Adriatique pour se rendre en Méditerranée. Après plusieurs mois d'entraînement, Horthy conclut que la flotte était prête pour une offensive majeure au début du mois de juin 1918.

#### Raid d'Otrante

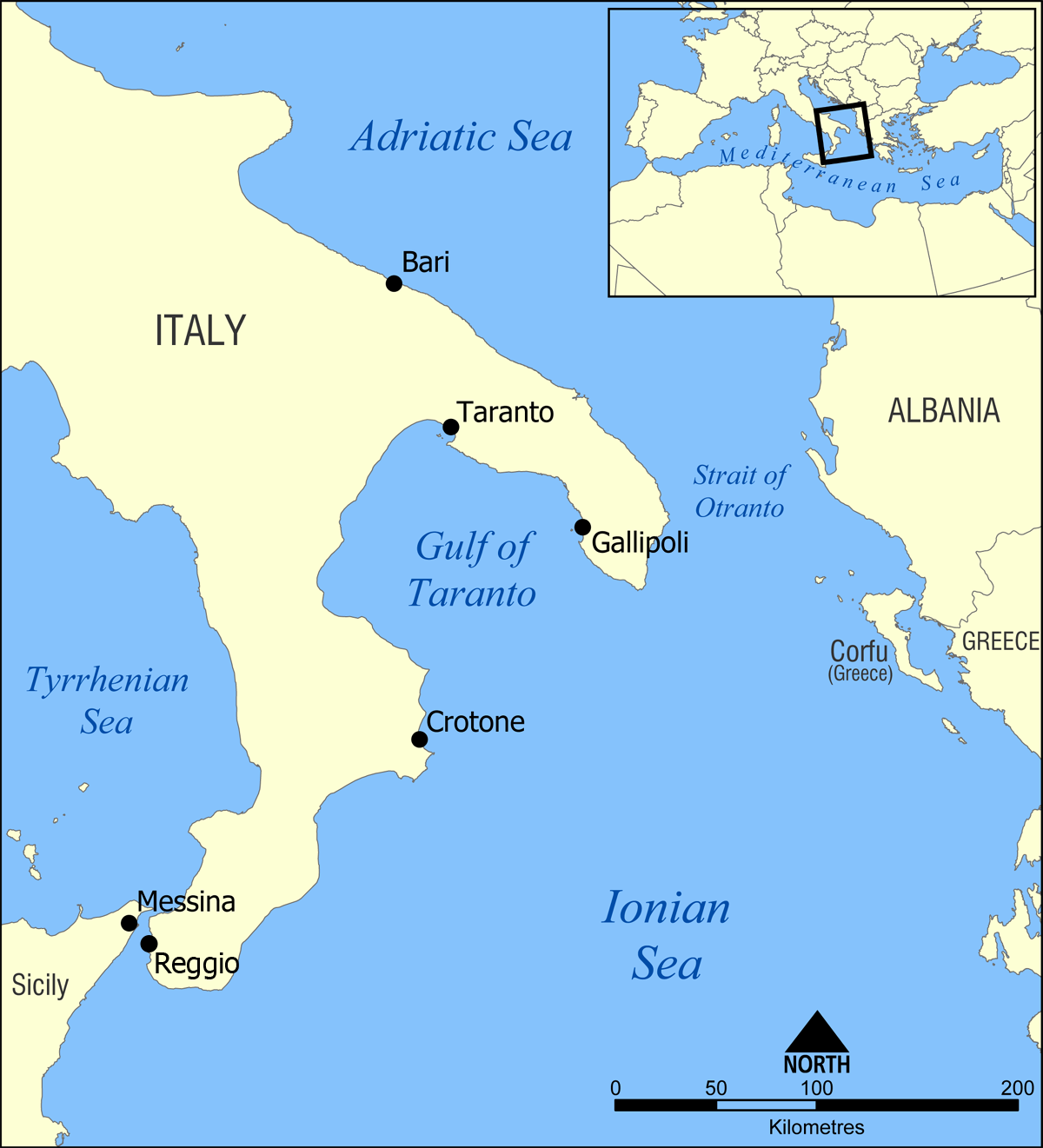
Une carte montrant l'emplacement du détroit d'Otrante à l'extrémité sud de l'Adriatique. On peut voir la pointe sud-est de l'Italie sur la gauche, la côte de l'Albanie apparaissant sur la droite.

Horthy est déterminé à utiliser la flotte pour attaquer le barrage d'Otrante. Prévoyant de répéter son raid réussi sur le blocus en mai 1917, Horthy envisageait une attaque massive sur les forces alliées avec le Prinz Eugen et ses trois navires frères fournissant la plus grande partie de l'assaut. Ils seraient accompagnés par les trois navires des pré-dreadnoughts de la classe Erzherzog Karl, les trois croiseurs de la classe Novara, le croiseur Admiral Spaun, quatre destroyers de la classe Tátra et quatre torpilleurs. Des sous-marins et des avions seront également employés dans l'opération pour traquer les navires ennemis sur les flancs de la flotte,,.
Le 8 juin 1918, Horthy a emmené son navire amiral, Viribus Unitis, et le Prinz Eugen vers le sud avec les éléments de tête de sa flotte. Le soir du 9 juin, le Szent István et le Tegetthoff ont suivi avec leurs propres navires d'escorte. Le plan de Horthy prévoyait que le Novara et le Helgoland engagent le Barrage avec le soutien des destroyers de classe Tátra. Pendant ce temps, l'Admiral Spaun et le Saida seraient escortés par les quatre torpilleurs de la flotte jusqu'à Otrante pour bombarder les stations aériennes et navales italiennes. Les sous-marins allemands et austro-hongrois seraient envoyés à Vlora et Brindisi pour tendre des embuscades aux navires de guerre italiens, français, britanniques et américains qui partiraient à l'assaut de la flotte austro-hongroise, tandis que les hydravions de Kotor (Cattaro)  fourniraient un appui aérien et protégeraient l'avance des navires. Les cuirassés, et en particulier les dreadnoughts tels que le Prinz Eugen, utiliseraient leur puissance de feu pour détruire le barrage et engager les navires de guerre alliés qu'ils rencontreraient. Horthy espérait que l'inclusion de ces navires s'avérerait cruciale dans l'obtention d'une victoire décisive.
En route vers le port de Slano, au nord de Raguse, pour rejoindre le Viribus Unitis et le Prinz Eugen en vue de l'attaque coordonnée du barrage d'Otrante, le Szent István et le Tegetthoff tentent d'atteindre une vitesse maximale afin de rattraper le reste de la flotte. Ce faisant, les turbines du Szent István ont commencé à surchauffer, et la vitesse des deux navires a dû être réduite. Lorsqu'il a essayé de faire monter la vapeur pour augmenter la vitesse, le Szent István a produit un excès de fumée. Vers 3h15 du matin le 10 juin, deux bateaux MAS italiens, le MAS 15 et le MAS 21, ont repéré la fumée des navires autrichiens alors qu'ils revenaient d'une patrouille sans incident au large de la côte dalmate. Les deux bateaux ont réussi à pénétrer dans l'écran d'escorte et se sont séparés pour engager chacun des dreadnoughts. Le MAS 15 a tiré ses deux torpilles avec succès à 3h25 du matin sur le Szent István. Le cuirassé a été touché par deux torpilles de 45 centimètres à côté de ses chaufferies. Les efforts pour boucher les trous dans le navire échouent. Le Tegetthoff tente de prendre le Szent István en remorque, mais le cuirassé prend trop d'eau. À 6h12, les pompes ne suffisant pas à la tâche, le Szent István chavire au large de Premuda. Craignant d'autres attaques de torpilleurs ou de destroyers de la Regia Marina italienne, et la possibilité que des dreadnoughts alliés répondent à l'appel, Horthy pense que l'élément de surprise a été perdu et annule l'attaque. Le Prinz Eugen et le reste de la flotte retournent à la base de Pola où ils resteront jusqu'à la fin de la guerre.

### Fin de la guerre
En octobre 1918, il était devenu clair que l'Autriche-Hongrie était confrontée à la défaite dans la guerre. Les diverses tentatives pour apaiser les sentiments nationalistes ayant échoué, l'empereur Karl Ier décida de rompre l'alliance de l'Autriche-Hongrie avec l'Allemagne et de faire appel aux puissances alliées pour tenter de préserver l'empire d'un effondrement complet. Le 26 octobre, l'Autriche-Hongrie informe l'Allemagne de la fin de leur alliance. À Pola, la marine austro-hongroise est en train de se déchirer sur des bases ethniques et nationalistes. Le matin du 28 octobre, Horthy est informé de l'imminence d'un armistice et utilise cette nouvelle pour maintenir l'ordre et prévenir une mutinerie au sein de la flotte. Bien qu'une mutinerie ait été évitée, les tensions sont restées élevées et le moral était au plus bas. La situation était si stressante que le capitaine du Prinz Eugen, Alexander Milosevic, s'est suicidé dans ses quartiers à bord du cuirassé.
Le 29 octobre, le Conseil national de Zagreb a annoncé que les liens dynastiques de la Croatie avec la Hongrie avaient pris fin officiellement. Ce nouveau gouvernement provisoire, tout en se débarrassant de la domination hongroise, n'avait pas encore déclaré son indépendance vis-à-vis de l'Autriche-Hongrie. Le gouvernement de l'empereur Karl Ier à Vienne a donc demandé à l'État nouvellement formé des Slovènes, des Croates et des Serbes de l'aider à maintenir la flotte stationnée à Pola et à maintenir l'ordre dans la marine. L'empereur Karl Ier, tentant de sauver l'Empire de l'effondrement, a accepté de transférer tous les navires de l'Autriche-Hongrie au Conseil national, à condition que les autres " nations " qui composaient l'Autriche-Hongrie puissent réclamer leur juste part de la valeur de la flotte à une date ultérieure.
Le gouvernement austro-hongrois a donc décidé de remettre la majeure partie de sa flotte à l'État des Slovènes, des Croates et des Serbes sans coup férir. Cette décision a été jugée préférable à la remise de la flotte aux Alliés, car le nouvel État avait déclaré sa neutralité. En outre, le nouvel État n'a pas encore détrôné publiquement l'empereur Karl Ier, ce qui maintient la possibilité de réformer l'Empire en une triple monarchie. Le transfert vers l'État des Slovènes, des Croates et des Serbes a commencé le matin du 31 octobre, lorsque Horthy a rencontré les représentants des nationalités du Sud à bord de son navire amiral, le Viribus Unitis. Après des négociations "courtes et froides", les dispositions ont été prises et le transfert s'est achevé dans l'après-midi. Le pavillon de la marine austro-hongroise est frappé sur le Viribus Unitis, suivi par les autres navires du port. La tête de la nouvelle marine de l'État des Slovènes, Croates et Serbes revient au capitaine Janko Vuković, qui est élevé au rang d'amiral et reprend les anciennes responsabilités de Horthy en tant que commandant en chef de la flotte.

### L'après-guerre
Le 3 novembre, le gouvernement austro-hongrois signe l'armistice de Villa Giusti avec l'Italie, mettant fin aux combats sur le front italien. L'armistice refuse de reconnaître le transfert des navires de guerre de l'Autriche-Hongrie à l'État des Slovènes, Croates et Serbes. En conséquence, le 4 novembre, des navires italiens entrent dans les ports de Trieste, Pola et Fiume. Le 5 novembre, les troupes italiennes ont occupé les installations navales de Pola. L'État des Slovènes, Croates et Serbes a tenté de conserver ses navires, mais il n'avait pas assez d'hommes et d'officiers pour le faire, car la plupart des marins qui n'étaient pas des Slaves du Sud étaient déjà rentrés chez eux. Le Conseil national n'a pas ordonné aux hommes de résister aux Italiens, mais il a également condamné les actions de l'Italie comme étant illégitimes. Le 9 novembre, tous les navires restants dans le port de Pola ont fait hisser le drapeau italien. Lors d'une conférence à Corfou, les puissances alliées sont convenues que le transfert de la marine de l'Autriche-Hongrie à l'État des Slovènes, des Croates et des Serbes ne pouvait être accepté, malgré la sympathie du Royaume-Uni. Face à la perspective de recevoir un ultimatum pour rendre les anciens navires de guerre austro-hongrois, le Conseil national a accepté de remettre les navires à partir du 10 novembre.
Alors qu'il était sous la garde des Italiens, l'Admiral Spaun est entré dans Venise en mars 1919 dans le cadre d'un défilé de la victoire italienne, aux côtés des cuirassés Tegetthoff et Erzherzog Franz Ferdinand qui avaient été capturés. Les trois navires sont entrés dans la lagune de Venise en arborant le drapeau italien et ont été escortés dans le port où ils ont été exposés comme trophées de guerre par les Italiens. Il a fallu un an pour que les puissances alliées règlent le sort final des navires par le biais du traité de Saint-Germain-en-Laye. Le Royaume-Uni s'est vu céder l'Admiral Spaun aux termes du traité, mais, à l'instar des grands cuirassés de la marine austro-hongroise, le service d'après-guerre de l'Admiral Spaun sera de courte durée. La même année où les Britanniques se sont vu accorder la possession du croiseur, il a été vendu à la ferraille à des démolisseurs italiens et démantelé entre 1920 et 1921.